# Обломки (сериал)
«Обломки» (англ. Debris) — американский научно-фантастический сериал Дж. Х. Уаймена, премьера которого состоялась 1 марта 2021 года на телеканале NBC. Главные роли в нём сыграли Джонатан Такер, Рианна Стил, Тайрон Бенскин, Себастьян Роше. Сериал был закрыт после первого сезона.

## Сюжет
В течение шести месяцев на Землю падают обломки инопланетного космического корабля, каждый из которых удивительным образом меняет реальность вокруг себя. Главные герои — двое секретных агентов, Брайан и Финола, которые ищут эти обломки, пытаются разгадать связанные с ними загадки и противодействуют экстремистской группировки Influx, стремящейся использовать находки в преступных целях. Каким-то образом эта история связана с семейной трагедией Финолы: её отец накануне гибели изучал проблему НЛО.

## В ролях
- Джонатан Такер — Брайан Беневенти, оперативник ЦРУ
- Рианна Стил — Финола Джонс, оперативник MI6
- Тайрон Бенскин — Джордж Джонс, ученый, отец Финолы и Ди Ди
- Себастьян Роше — Брилл, агент МИ-6

## Список эпизодов
| № общий | № в сезоне | Название                                                         | Режиссёр         | Автор сценария                        | Дата премьеры  | Зрители в США (млн) |
| ------- | ---------- | ---------------------------------------------------------------- | ---------------- | ------------------------------------- | -------------- | ------------------- |
| 1       | 1          | «Пилот» «Pilot»                                                  | Брэд Андерсон    | Дж. Х. Уаймен                         | 1 марта 2021   | 4.37                |
| 2       | 2          | «Вы не одиноки» «You Are Not Alone»                              | Пэдрейк МакКинли | Дж. Х. Уаймен                         | 8 марта 2021   | 3.36                |
| 3       | 3          | «Солнечный ветер» «Solar Winds»                                  | Ребекка Родригес | Дж. Х. Уаймен                         | 15 марта 2021  | 3.27                |
| 4       | 4          | «Во Вселенной» «In Universe»                                     | Карен Гавиола    | Кейл Лирман, Райан Вагнер             | 22 марта 2021  | 2.77                |
| 5       | 5          | «Сияние земли» «Earthshine»                                      | Ребекка Родригес | Трейси Беллормо, Тиффани Шоу Хо       | 29 марта 2021  | 2.61                |
| 6       | 6          | «Сверхновая звезда» «Supernova»                                  | Стивен Адельсон  | Джефф Флеминг, Давиа Картер           | 5 апреля 2021  | 2,43                |
| 7       | 7          | «Можете называть её Кэролайн» «You Can Call Her Caroline»        | Тим Саутем       | Саманта Корбин-Миллер, Трейси Белломо | 12 апреля 2021 | 2,62                |
| 8       | 8          | «Spaceman»                                                       | Клэр Килнер      | Дж. Х. Уаймен                         | 19 апреля 2021 | н/д                 |
| 9       | 9          | «Ты знаешь Икара?» «Do You Know Icarus?»                         | Падрик Мак-Кинли | Дж. Х. Уаймен, Райан Вагнер           | 26 апреля 2021 | 2,6                 |
| 10      | 10         | «Я Икар» «I Am Icarus»                                           | Падрик Мак-Кинли | Дж. Х. Уаймен, Кайл Лирмен            | 3 мая 2021     | 2,52                |
| 11      | 11         | «Asalah»                                                         | Игл Эгильссон    | Дж. Х. Уаймен, Райан Вагнер           | 10 мая 2021    | 2,43                |
| 12      | 12         | «Сообщение из центра управления» «A Message from Ground Control» | Брэд Андерсон    | Глен Уайтман, Кайл Лирман             | 17 мая 2021    | 2,32                |
| 13      | 13         | «Небесное тело» «Celestial Body»                                 | Игл Эгильссон    | Дж. Х. Уаймен                         | 24 мая 2021    | 2,43                |

## Создание и оценки
Проект был анонсирован в январе 2020 года. Начать показ планировалось в конце 2020 года, но из-за пандемии коронавируса все сроки были перенесены. Премьера первого эпизода состоялась 1 марта 2021 года, финальный эпизод вышел 24 мая. После показа первого сезона шоу было закрыто; причиной тому стали, по-видимому, низкие рейтинги.
На сайте-агрегаторе отзывов Rotten Tomatoes «Обломки» получили рейтинг 72 % и среднюю оценку 6,75 из 10. Критики с этого ресурса констатировали что в сюжете сериала «достаточно жуткого научно-фантастического подтекста, чтобы заинтриговать зрителя по крайней мере на один сезон». На сайте Metacritic шоу получило 63 балла из 100, что указывает на «в целом положительные отзывы». Салони Гаджар из The A.V. Club поставила "Обломкам" оценку «В», написав в рецензии, что «актёрам пока не хватает мастерства, чтобы передать эмоциональную нагрузку сериала».
Рецензент «Российской газеты» считает, что главные герои шоу — «ходульные и малосимпатичные персонажи». Для обозревателя «Фильм.ру» Настасьи Горбачевской это «сериал, который очень хочет быть „Секретными материалами“, но у него не получается»: рецензентка сочла шоу слишком старомодным и лишённым «веры в чудо».